# Joseph Hettler

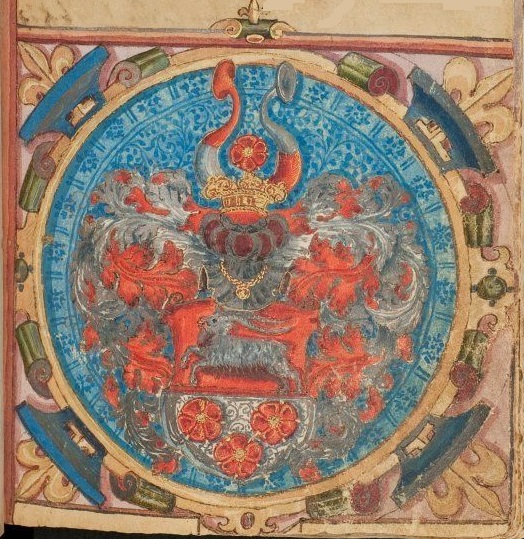
Wappen der Familie Hettler (Quelle: Württembergische Landesbibliothek)

Joseph Hettler (* 25. Februar 1566 in Nürtingen; † 17. Mai 1605 in Prag) war Jurist und Kanzler der Markgrafschaft Baden-Durlach.

## Leben
Hettler promovierte 1587 in Tübingen zum Doktor der Rechte. Am 8. November 1588 wurde er von Markgraf Ernst Friedrich — der die Vormundschaftsregierung für seinen Bruder, Georg Friedrich, führte — zum Landschreiber des Oberamts Rötteln ernannt und wurde 1597 als Eigentümer des Wasserschlosses Steinen genannt.
Mit Erreichen der Volljährigkeit (1595) übernahm Markgraf Georg Friedrich die Herrschaft über die obere Markgrafschaft Baden-Durlach und regierte zunächst von der Burg Rötteln. Hettler wurde beauftragt die Belehnung für Georg Friedrich beim Kaiser zu beantragen, die auch noch 1595 erfolgte. Hettler und sein Vater erhielten am 15. Dezember 1595 einen kaiserlichen Adels- und Wappenbrief. 1599 verlegte Georg Friedrich seine Residenz und die gesamte Landesverwaltung nach Sulzburg. Bereits um 1600 war der Gesundheitszustand von Markgraf Ernst Friedrich so bedenklich, dass sich Georg Friedrich von Hettler ein Gutachten zur Oberbadischen Okkupation erstellen ließ. Hettler kam zum Ergebnis, dass Georg Friedrich nach dem Tod  von Ernst Friedrich ohne Furcht vor einer Sequestrierung die Markgrafschaft Baden-Baden besetzen dürfe.
Hettler wurde Geheimer Rat und Kanzler des Markgrafen Georg Friedrich mit Sitz in Sulzburg.
Kaiser Rudolf II. verlieh ihm 1601 das kleine Palatinat, das u. a. mit der Rotwachsfreiheit verbunden war. Als Markgraf Ernst Friedrich 1604 verstarb, sandte Markgraf Georg Friedrich seinen Kanzler Hettler 1605 nach Prag zum Kaiser um die Belehnung für die bisher von Ernst Friedrich regierte untere Markgrafschaft und die besetzte Markgrafschaft Baden-Baden zu erhalten. Die Belehnung erfolgte am 26. Februar 1605 unter Bedingungen. Am 17. Mai 1605 verstarb Hettler noch in Prag.

## Familie
Hettler war der Sohn des Professors Bartholomäus Hettler und seiner Frau Dorothea geb. Fischer. 1588 heiratete er Margarethe Heerbrand (* 14. März 1566; † 11. Dezember 1592), die Tochter des Reformators Jacob Heerbrand.
Hettler hatte zwei Söhne:
- Johann Jacob
- Bartholomäus

Eine Schwester Hettlers, Dorothea, war mit seinem Sekretär und späteren Nachfolger, Christoph Leibfried, verheiratet. Eine weitere Schwester, Anna Maria, mit dem Einnehmer von Rötteln, Nikolaus Kolb. Er hatte sich gut in der Beamtenschaft der Markgrafschaft vernetzt.

## Werke
Hettler war Ko-Autor mehrerer juristischer Werke. Nachfolgend eine Auswahl:
- Andreas Laubmair, Joseph Hettler: Theses de possessione, eiusque acquisitione, retentione et amissione. Tübingen 1587 Digitalisat bei der Bayerischen Staatsbibliothek
- Joseph Hettler: Disputatio I. De principiis iuris. Respondente Iosepho Hettlero Tubingensi. Digitalisat der UB Halle In: D. Georgii Obrechti: Disputationes Selectissimae, Quotquot Nunc Extant, Ex Variis Iuris Civilis Materiis Methodice conscriptae à clariss. consultissimoq[ue]; viro D. Georgio Obrechto IC. celeberrimo. Pars I. von Iureconsulti ... Disputationes: Ex Variis Iuris Civilis, Digest. Cod. Nov. Constit. Iustin. & Feudorum materiis, ut difficilimis, ita in foro frequentissimis ... methodikōs [...]. Ursellis, Sutorius, 1603